# Miguel Hernández Labastida
Miguel Hernández Labastida (Veracruz, 5 de septiembre de 1935 - 18 de julio de 2021) fue un político mexicano, miembro del Partido Acción Nacional, ha sido diputado federal y la Asamblea Legislativa del Distrito Federal.

## Biografía
Fue contador público egresado del Instituto Politécnico Nacional, miembro del PAN desde 1955. Fue diputado federal en cuatro ocasiones: en la XLVIII Legislatura de (1970-1973), en la L Legislatura (1976-1979), en la LIV Legislatura (1988-1991) y en la LVI Legislatura (1994-1997), y dos veces en la Asamblea Legislativa del Distrito Federal (1997-2000) y (2006-2009), en ambos periodos se ha desempeñado como Coordinador de la bancada del PAN.
Consejero vitalicio nacional y del D.F. del PAN, fue Presidente del PAN en el D.F., miembro del Comité Ejecutivo Nacional y representante ante la Comisión Federal Electoral y candidato a Jefe Delegacional de Iztapalapa en 2006. Ha sido además director general Adjunto de Gobierno y director general de Coordinación de Entidades Federativa de la Secretaría de Gobernación.